# Igreja Católica na Guiné Equatorial
A Igreja Católica na Guiné Equatorial é parte da Igreja Católica universal, em comunhão com a liderança espiritual do Papa, em Roma, e da Santa Sé. Apesar de o regime político da Guiné Equatorial ser considerado um dos mais repressivos da África, não têm havido mudanças significativas na liberdade religiosa do país, nem para melhor, nem para pior. O catolicismo goza de tratamento preferencial por parte do governo, sendo cerimônias oficiais sempre contam com a celebração de Missas.

## História
A ilha que hoje é conhecida tem o nome de Bioko foi descoberta em 1471 e à época recebeu o nome de Fernando Póo, seu fundador português. Os assentamentos portugueses foram estabelecidos na região durante o século XVI e o comércio de escravos tornou-se comum. Uma missão católica formada em 1740 fracassou. A ilha foi cedida à Espanha em 1788. Somente depois de 1841, os trabalhos do capelão espanhol Jeronimo de Usera foram bem sucedidos o suficiente para trazer outros missionários católicos para a ilha. A Prefeitura Apostólica de Annobón, Corisco e Fernando Pó foi separada do Vicariato das Duas Guinés em 1855 e confiada aos jesuítas entre 1857 e 1872. Os capelães militares foram sucedidos pela restauração da prefeitura, desta vez confiada aos claretianos em 1882.

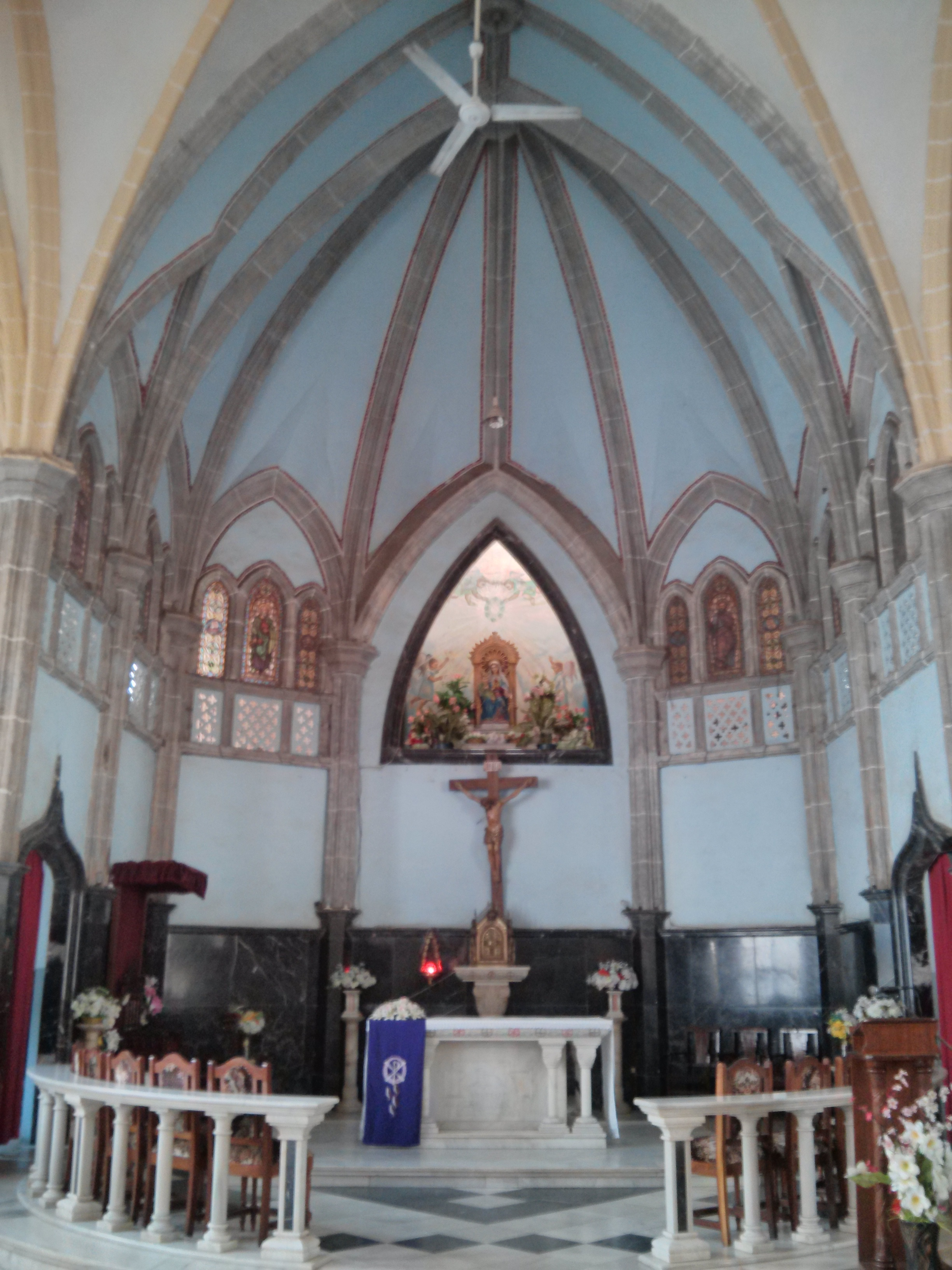
Presbitério da Catedral de Malabo.

Em 12 de outubro de 1968, a Guiné Equatorial se tornou um país independente. Antes de Río Muni ser destacado como vicariato em 1965, havia 180.000 católicos no vicariato, a maior porcentagem de católicos em toda a África. Infelizmente para os católicos, assim como para os demais habitantes da região, os primeiros dez anos de independência trouxeram a morte a muitos sob o regime do presidente Macias Nguema, e a repressão à Igreja Católica tornou-se um de seus principais esforços. Seu sobrinho, o general Teodoro Obiang Nguema Mbasogo, executou Nguema em 3 de agosto de 1979, durante um golpe de Estado que trouxe uma era mais pacífica para a região.
Cessando a repressão contra a Igreja e encorajados em esforços da Espanha para a democratização do país, a Guiné Equatorial realizou suas primeiras eleições "livres" em 1993, quando uma esmagadora maioria elegeu Teodoro Mbasogo. Ainda com esse movimento em direção à democratização, as violações dos direitos humanos, bem como um processo eleitoral questionável, permaneceram uma preocupação das Nações Unidas durante os anos 90, e a esmagadora eleição de legisladores do Partido Democrata na eleição de março de 1999 fez pouco para acalmar as suspeitas de que o processo democrático havia sido comprometido. Em julho de 1999, 50 bispos da África Central se reuniram para discutir as preocupações com a fraude, o tribalismo e a corrupção que assolaram não apenas a Guiné Equatorial, mas também vários países vizinhos africanos.

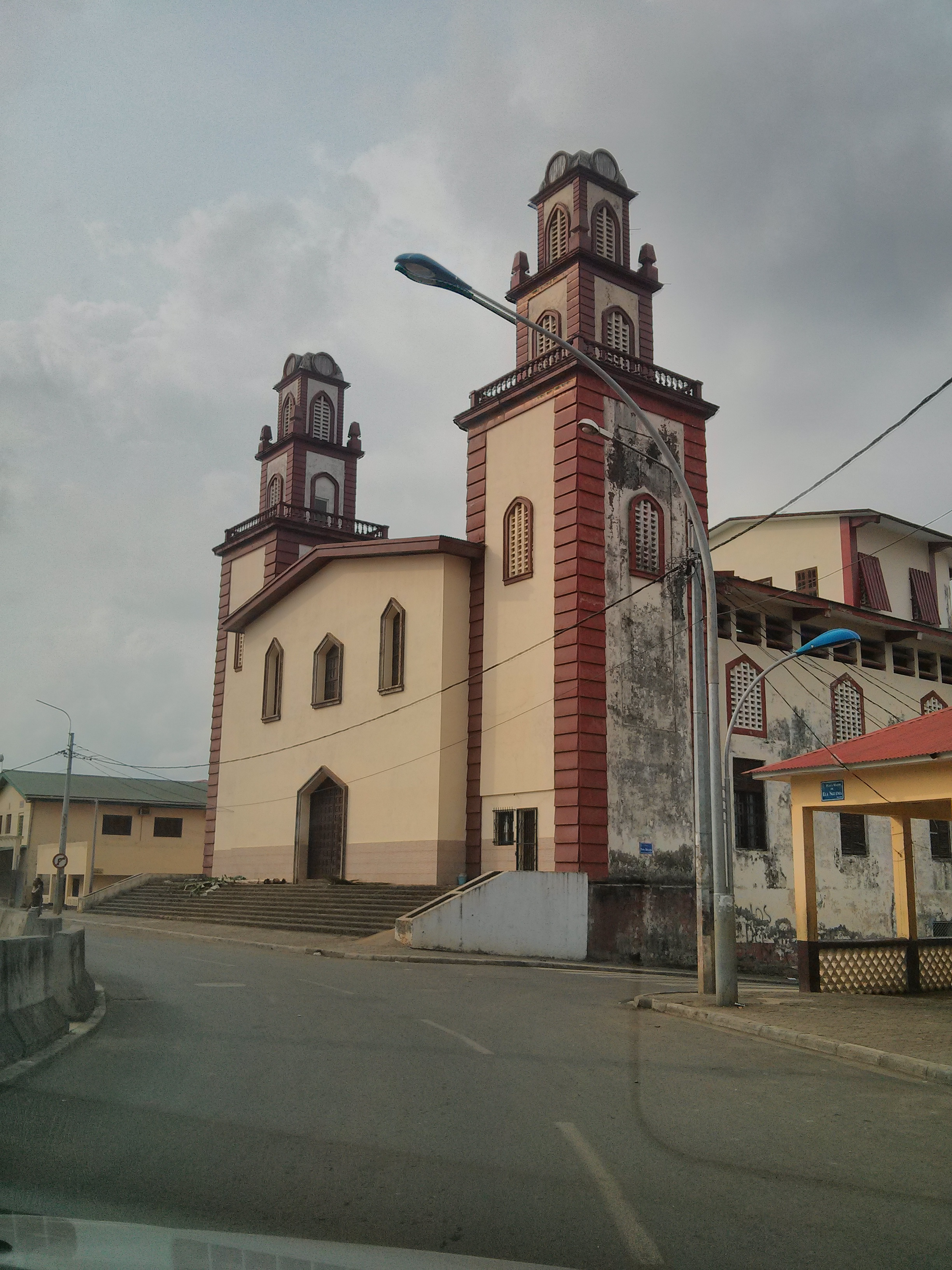
Paróquia São Francisco Xavier, em Malabo.

No entanto, em julho de 1998, o governo da Guiné Equatorial acabou por realizar diversas medidas repressivas: além de expulsar do país três missionários estrangeiros patrocinados pelos Estados Unidos, começou a exigir que os sacerdotes pedissem permissão antes de celebrar missas ou realizar reuniões. Os líderes católicos viram essa exigência como uma retaliação do governo contra a denúncia aberta de abusos dos direitos humanos e manifestações de corrupção. A Igreja também acompanhou de perto a prisão, em janeiro de 1998, do padre Eduardo Losoha Belope, por estar supostamente ligado a uma tentativa fracassada de golpe no ano anterior; o padre ainda estava preso em 2000.
Em 1991, foi promulgada uma lei que estabelece regras para o registro dos grupos religiosos, e que também oficializa o tratamento preferencial da Igreja Católica e da Igreja Reformada da Guiné Equatorial, nenhuma das quais precisa obter o registro estatal. Na prática, este tratamento preferencial também significa que é feita a celebração da Missa em todas as cerimônias oficiais, particularmente durante as celebrações do aniversário do golpe de Estado de 1979, do Dia da Independência e do aniversário do presidente.

## Atualmente
Muitas celebrações católicas, como o Natal, Quinta-feira Santa, Sexta-feira Santa e a Imaculada Conceição são feriados nacionais.
A Igreja Católica continua a gozar de tratamento diferenciado por parte do governo. A certidão de batismo costuma ser aceita como documento oficial de identidade. As Missas são um elemento regular em todas as principais cerimônias, como por exemplo o Dia Nacional (12 de outubro) e o aniversário do presidente no dia 5 de junho. Cerimônias religiosas e os edifícios são frequentemente financiados pelo poder público. Desde 1991 vigora uma lei estabeleceu normas para o registro dos grupos religiosos, duas igrejas, no entanto, têm regalias do governo pela necessidade de não precisar deste registro: a Igreja Católica e a Igreja Reformada da Guiné Equatorial. Este tratamento preferencial é demonstrado na prática pela inclusão da Missa católica em todas as cerimônias oficiais.
Em outubro de 2013, o presidente Teodoro Obiang Nguema Mbasogo foi ao Vaticano, e se encontrou com o Papa Francisco e com Dominique Mamberti, secretário de Estado para as Relações com os Estados. Nesta visita o presidente guineense e a Santa Sé assinaram um acordo, que debate vários temas, como o reconhecimento da contribuição da Igreja para o desenvolvimento do país, especialmente na educação e assistência "para melhorar o nível de vida da população", de acordo com um comunicado do Vaticano. Nos 19 artigos e protocolo adicional "reconhece-se a personalidade jurídica da Igreja (...) e trata também do casamento canônico, dos lugares de culto, das instituições educativas e a assistência espiritual aos fiéis católicos nos hospitais e nas prisões". Um Protocolo Adicional, foi assinado na cidade guineense de Mongomo no dia 13 de outubro de 2012 e "sela as boas relações bilaterais existentes e reconhece a personalidade jurídica da Igreja e das suas instituições" na Guiné Equatorial.
No dia 4 de abril de 2015, o Ministério da Justiça, Assuntos Religiosos e Prisões decretou que todas as atividades religiosas que ocorram fora do período das 6 às 9 horas da manhã, ou que forem realizadas em locais de culto não registrados apenas podem realizar-se com autorização. O decreto também proibiu atos religiosos ou de pregação em casa privadas e requer que os representantes ou autoridades religiosas estrangeiras obtenham autorização antecipada do ministério para participarem de atividades religiosas. No dia 9 de abril de 2021, o vice-presidente guinéu-equatoriano, Teodoro Nguema Obiang Mangue, foi recebido no Vaticano pelo Papa Francisco, e convidou o Sumo Pontífice para visitar seu país, postando fotos em suas redes sociais.

## Organização territorial
O catolicismo está presente no território com cinco dioceses, sujeitas à Província Eclesiástica de Malabo, além da Eparquia da Anunciação de Ibadan, sediada na Nigéria e presente em diversos países africanos, incluindo a Guiné Equatorial, que é voltada para os fiéis católicos que seguem o rito maronita.
| Circunscrições eclesiásticas católicas da Guiné Equatorial | Circunscrições eclesiásticas católicas da Guiné Equatorial | Circunscrições eclesiásticas católicas da Guiné Equatorial | Circunscrições eclesiásticas católicas da Guiné Equatorial | Circunscrições eclesiásticas católicas da Guiné Equatorial |
| Diocese                                                    | Ano de ereção                                              | Catedral                                                   | Foto                                                       | Ref.                                                       |
| ---------------------------------------------------------- | ---------------------------------------------------------- | ---------------------------------------------------------- | ---------------------------------------------------------- | ---------------------------------------------------------- |
| Arquidiocese de Malabo                                     | 1855                                                       | Catedral de Santa Isabel                                   |                                                            | [ 16 ]                                                     |
| Diocese de Bata                                            | 1965                                                       | Catedral de São Tiago e Nossa Senhora do Pilar             |                                                            | [ 17 ]                                                     |
| Diocese de Ebebiyín                                        | 1982                                                       | Catedral de Ebebiyín                                       |                                                            | [ 18 ]                                                     |
| Diocese de Evinayong                                       | 2017                                                       | Catedral de São José                                       |                                                            | [ 19 ]                                                     |
| Diocese de Mongomo                                         | 2017                                                       | Catedral da Imaculada Conceição                            |                                                            | [ 20 ]                                                     |
| Eparquia da Anunciação de Ibadan                           | 2014                                                       | Catedral de Nossa Senhora da Anunciação                    |                                                            | [ 15 ]                                                     |

## Conferência Episcopal
A reunião dos bispos do país foram a Conferência Episcopal da Guiné Equatorial, que foi criada em 1983.

## Nunciatura Apostólica
A Delegação Apostólica da Guiné Equatorial foi criada em 1971, e elevada a nunciatura apostólica em 1982. Em outubro de 2012, o governo da Guiné Equatorial e a Santa Sé assinaram uma concordata. O acordo garante a personalidade jurídica da Igreja no país, além de abranger temas como o casamento religioso, locais de culto, instituições educativas e assistência espiritual a fiéis católicos em hospitais e prisões.

## Visitas Papais
O país foi visitado pelo Papa São João Paulo II em 18 de fevereiro de 1982, juntamente com outros países: Gabão, Benim e Nigéria.
| “ | A todos vós, queridos irmãos da Guiné Equatorial ou vindo do exterior, quero apresentar-vos o meu profundo agradecimento pelo empenho consagrado à vossa tarefa evangelizadora. Com muito fervor peço ao Senhor que ilumine o vosso coração "a fim de saberdes que esperança constitui o Seu chamamento, que tesouros de glória encerra a Sua herança entre os santos" (Ef 1, 18). Estais comprometidos, guineanos de origem ou de adoção, numa obra para a qual Deus vos chama indistintamente. | ” |
|   | — Discurso de São João Paulo II no encerramento de sua visita pastoral à Guiné Equatorial. |   |